# Ludwika Paleta

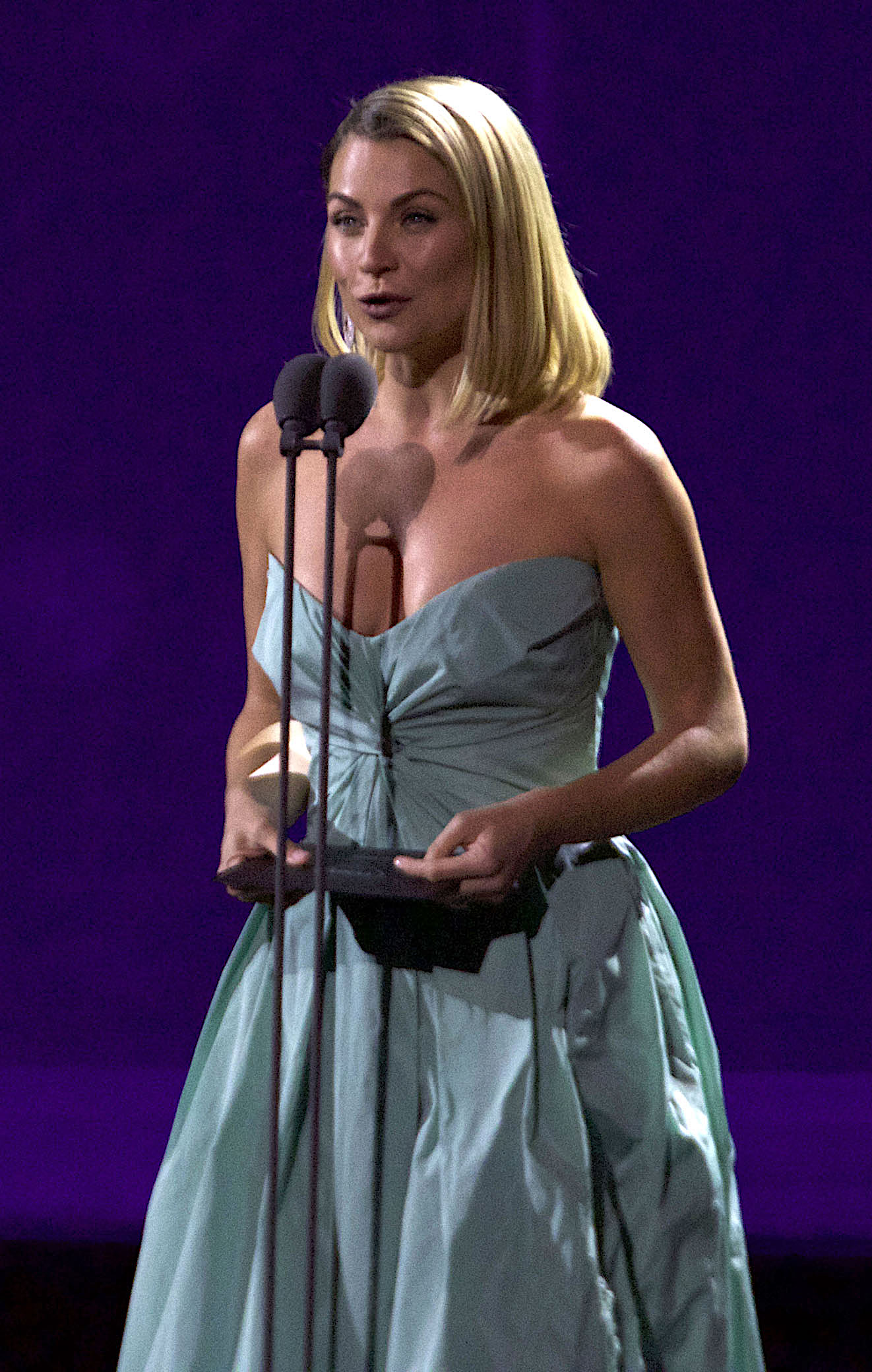
Ludwika Paleta na wręczeniu nagród Fénix (2018)

Ludwika Paleta, właśc. Maria Ludwika Paleta Paciorek (ur. 29 listopada 1978 w Krakowie) – meksykańska aktorka polskiego pochodzenia. Wystąpiła w telenowelach: Maria z przedmieścia (1995), Przyjaciółki i rywalki (2001), Córka przeznaczenia (2003) i Serce z kamienia (2004–2005). Córka Zbigniewa Palety (muzyka) i Barbary Paciorek. Siostra aktorki Dominiki.

## Życiorys
Do Meksyku przeniosła się z rodziną jako mała dziewczynka, kiedy jej ojciec Zbigniew Paleta, skrzypek, dostał tam atrakcyjną ofertę pracy.
Pierwsze kroki jako aktorka stawiała w 1989 roku, kiedy jej starsza siostra Dominika zaprowadziła ją (bez zezwolenia rodziców) do Televisy na casting do serialu. W 1989 roku zadebiutowała w telenoweli Carrusel, a trzy lata później otrzymała pierwszą główną rolę w telenoweli El Abuelo y Yo, gdzie grała u boku Gaela Garcíi.
Dalszy kontakt ze sztuką filmową został przerwany przez wyjazd na studia do Europy. Ale już w roku 1995 aktorka powróciła w roli „Tity” w serialu María la del Barrio, u boku znanej aktorki i piosenkarki latynoamerykańskiej Thalii.
Następnie był Hurácan w 1998.
W 2007 roku znalazła się na liście 50. Najpiękniejszych latynoskiego wydania People, People en español.

## Życie prywatne
W tym samym czasie poznała meksykańskiego aktora Plutarco Hazę, za którego wyszła za mąż, i z którym ma syna Nicolása (ur. w listopadzie 1999).
W 2008 roku rozstała się z mężem, po 11 latach małżeństwa.
W 2013 roku poślubiła Emiliano Salinasa – syna byłego prezydenta Meksyku Carlosa Salinasa de Gortariego.

## Filmografia

### Filmy
- 2002: Corazón de melón jako Fernanda Montengro
- 2003: Naturaleza muerta jako Ximena
- 2007: Propiedad ajena jako Miranda Samano
- 2007: Polvo de ángel jako Bella
- 2009: El libro de piedra jako Mariana

### Telenowele
- 1989: Carrusel jako María Joaquina Villaseñor
- 1992: El Abuelo y Yo jako Alejandra
- 1995: Maria z przedmieścia (María la del Barrio) jako María de los Ángeles „Tita” de la Vega
- 1998: Hurácan jako Norma
- 2001: Przyjaciółki i rywalki (Amigas y Rivales) jako Jimena de la O
- 2003: Córka przeznaczenia (Niña amada mía) jako Carolina Soriano
- 2004: Serce z kamienia (Mujer de Madera) jako Aída Santibáñez Villalbando
- 2006: Duelo de Pasiones jako Alina Montellano
- 2007–2008: Palabra de mujer jako Paulina Álvarez y Junco
- 2009–2010: Los exitosos Pérez jako Soledad Duarte de Pérez
- 2012: Otchłań namiętności (Abismo de pasión) jako Estefania Bouvier
- 2021: Córka innej matki (Madre sólo hay dos) jako Ana

## Nagrody

### Premios TVyNovelas
| Rok  | Kategoria                   | Telenowela           | Wynik   |
| ---- | --------------------------- | -------------------- | ------- |
| 1996 | Najlepsza młoda aktorka     | Maria z przedmieścia | Wygrana |
| 1992 | Najlepsza aktorka dziecięca | El abuelo y yo       | Wygrana |
| 1990 | Najlepsza aktorka dziecięca | Carrusel             | Wygrana |

### Diosas de Plata
| Rok  | Kategoria         | Film                                            | Wynik   |
| ---- | ----------------- | ----------------------------------------------- | ------- |
| 2014 | Najlepsza aktorka | No sé si cortarme las venas o dejármelas largas | Wygrana |

### Premios Bravo
| Rok  | Kategoria          | Film                                            | Wynik   |
| ---- | ------------------ | ----------------------------------------------- | ------- |
| 2013 | Kobiece objawienie | No sé si cortarme las venas o dejármelas largas | Wygrana |